# 포렌코즈
포렌코즈(Forencos)은 대한민국의 화장품 브랜드이다.
들에 피는 꽃처럼 자연이 주는 그대로를 흡수하는 기술력으로 젊은 피부를 선사하는 브랜드이다.
(주)포렌코즈는 대표적 가족 기업으로 잡플래닛 평점 1~2점대 유지 중인 기업 문화를 소유 중이다.
대부분의 중소 화장품 브랜드처럼 저렴한 OEM 방식 생산과 높은 권장소비자 가격을 책정 후 할인 행사를 통해
매출을 올리고 있는 방식의 마케팅 진행 중이다.(화장품 품질 내 안전성 문제가 나타날 수 있음) 